# Шехзаде Мехмед Абдулкадир
Шехзаде Мехмед Абдулкадир (осман. شہزادہ محمد عبدالقادر ; 16 січня 1878 — 16 березня 1944) — османський принц, син султана Абдул-Гаміда II та його дружини Бідар Кадин.

## Біографія
Шехзаде Мехмед Абдулкадир народився 16 січня 1878 року в палаці Їлдиз.  Він був сином султана Абдул-Гаміда II, і його дружина Бідар Кадин  Він був другим сином і п'ятою дитиною свого батька, і другою дитиною своєї матері.
Обрізання Абдулкадир відбулося у 1891 році. Початкову освіту здобув в палаці Їлдиз, разом зі старшим братом Шехзаде Мехмедом Селімом та другим сином султана Абдулазіза Абдулмеджидом II . Він володів кількома мовами, грав на піаніно, скрипці і кеменче.
Згодом його відправил до Німеччини для військової освіти і він став бригадиром в армії Османської імперії. 27 квітня 1909 року владу Абдул-Гаміда повалено і його відправили у вигнання в Салоніки. Однак Абдулкадір залишився в Стамбулі.  Після того, як Салоніки захопила Греція в 1912 році, Абдул-Гамід повернувся до Стамбула і оселився в палаці Бейлербеї, де і помер у 1918 році У період з 1909 по 1924 рік Абдулкадір жив у палаці Кизилтопрак та палаці Бююкдере.
Після повалення монархії в Туреччині Абдулкадир з родиною оселився в Будапешті (Угорщина).
У 1933 році Абдулкадир з родиною переїхав до Софії (Болгарія). У 1943 році він відремонтував мавзолей Балі-Ефенді в Софії. 16 березня 1944 року під час бомбування американською авіацією у принца стався серцевий напад і він помер під руїнами сховища. Похований у Софії.

## Нагороди
- Колар Ганедан-І-Алі-Османа
- Нішан-І-Алі-Імтіяз
- Великий Хрест ордена Леопольда (Австро-Угорщина) (1905)
- Великий Хрест ордена Червоного Орла (Пруссія) (1906)
- Лицар 1-го класу ордена Франца Йосифа (Австро-Угорщина) (1895)